# Everest (Oper)
Everest ist eine Oper in einem Akt von Joby Talbot (Musik) mit einem Libretto von Gene Scheer. Sie entstand 2014 und wurde am 30. Januar 2015 im Margot & Bill Winspear Opera House der Dallas Opera uraufgeführt. Der Inhalt behandelt das Unglück am Mount Everest von 1996.

## Handlung
Die Oper spielt konkret am 10. und 11. Mai 1996. Durch das schlechte Wetter bedingt, versuchen mehrere Expeditionen gleichzeitig, den Gipfel des Everest zu erreichen. Wegen eines Engpasses am Hillary Step verzögert sich der Aufstieg der Gruppe von Rob Hall. Dieser führt seinen Kunden Doug Hansen, der bereits im Vorjahr am Berg gescheitert war, trotz der überschrittenen Zeitmarke bis zum Gipfel. Ein weiteres Mitglied seiner Gruppe, der Pathologe Beck Weathers, ist bereits stark geschwächt. Weil ihm seine Augen Probleme bereiten, hat er aufgegeben und wartet auf die Rückkehr der beiden.
1. Prologue: „Is this how it ends?“ (Prolog: „Ist dies das Ende?“). Zu Beginn ist nur das Knistern des Kurzwellenempfängers zu hören. Während das Orchester langsam einsetzt, erscheinen allmählich die Höhen des Everest im Nebel. Beck liegt bewusstlos in einer Schneeverwehung. Der Chor der Everest-Toten fragt sich, ob dies seine letzten Atemzüge sind.
2. Everest Summit – 2.30 p.m. (Everest-Gipfel – 14:30 Uhr). Rob erreicht den Gipfel und genießt die Schönheit des Berges. Er will den anderen Mitgliedern seiner Gruppe, die bereits mit dem Abstieg begonnen haben, folgen, sobald auch Doug das Ziel erreicht hat. Der Chor erinnert daran, wie das Sterben seinen Anfang nimmt – hier oben zählt jede Sekunde, da Licht und Sauerstoff begrenzt sind.
3. Beck’s barbecue (Becks Grillparty). Beck wacht auf. Er stellt fest, dass er einen Handschuh verloren hat. Der Chor mahnt ihn zum sofortigen Aufbruch. Er halluziniert von einem Grillfest mit seiner kleinen Tochter Meg.
4. Doug’s ascent (Dougs Aufstieg). Rob hilft dem entkräfteten Doug bei den letzten Schritten zum Gipfel. Der Chor erinnert an die fortschreitende Zeit. Doug nimmt seine letzten Kräfte zusammen. Er denkt über seine Motivation für die Tour nach (Arie: „One more step“). Rob macht ein Foto.
5. Photos of Jan (Fotos von Jan). Eine Rückblende zeigt Robs Frau Jan in ihrem Kolonialhaus in Neuseeland. Sie machen Erinnerungsfotos. Auch Jan hat bereits als Ärztin einer gemeinsamen Expedition den Everest bestiegen. Dieses Mal konnte sie wegen ihrer Schwangerschaft nicht mitreisen. Sie muss daran denken, wie Ruth Mallory 1924 vergeblich auf die Rückkehr ihres Mannes George wartete. Die Rückblende endet. Doug hat Atemprobleme und benötigt Robs Hilfe.
6. Doug collapses (Doug bricht zusammen). Um 16:15 Uhr drängt Rob zum Aufbruch. Doch Doug ist zu geschwächt für den Abstieg. Rob versucht vergeblich, über Funk das Basislager zu erreichen, um Hilfe und Sauerstoff zu erhalten.
7. Beck clicks out of the line (Beck löst das Seil). Beck halluziniert erneut. Man sieht man Meg beim Seilspringen. Beck starrt das Seil an, ohne seine Tochter zu bemerken. Selbst als sie ihn direkt anspricht, erkennt er sie nicht. Er nimmt das Seil und schnallt sich daran fest. Wieder einigermaßen bei Bewusstsein erkennt er, dass Rob und Doug überfällig sind. Er versteht kaum noch, warum ihm diese Expedition so wichtig war, dass er dafür Frau und Kinder zurückgelassen hat. Dennoch ist dies der Ort, an dem er sein möchte. Der Chor wiederholt seine Gedanken wie ein Echo. Es fängt an zu schneien, und der Sonnenuntergang steht bevor. Mike Groom, ein anderes Expeditionsmitglied, findet ihn und drängt zum Abstieg, da man nicht länger auf Rob und Doug warten könne. Er beginnt damit, Beck abzuseilen. Ein Sturm bricht aus.
8. The storm hits (Der Sturm schlägt zu). Während des Sturms sieht man Jan beim Telefongespräch mit dem Basislager. Sie erkennt, dass die Lage für ihren Mann kritisch ist. Auch Rob versucht weiterhin, beim Lager Hilfe anzufordern. Endlich meldet sich Guy Cotter, der ihm aber keine Hoffnung machen kann. Robs einzige Chance sei es, Doug zurückzulassen. Dennoch unternimmt Rob einen Versuch, mit Doug den Hillary Step zu überwinden. Der Sturm erreicht nun seine größte Stärke. Der Chor beobachtet die Anstrengungen der beiden, während Jan am Telefon hofft, dass ihr Mann durchhält.
9. The huddle (Die Menge). Die im Sturm eng zusammengedrängten Expeditionsmitglieder nehmen den verwirrten Beck in Empfang. Er kann in der Menge keine Einzelpersonen mehr unterscheiden und vermeint, in den verschiedenen Farben ihrer Anzüge die Organellen auf den Objektträgern des Mikroskops bei seiner Arbeit als Pathologe zu sehen. Während Jan auf den nächsten Anruf wartet, versucht Rob weiterhin, Doug den Hillary Step hinabzubringen. Alle vier erkennen, wie nahe der Tod ist (Quartett: „Too easy to die“, Allegro dondolante).
10. The south summit (Der Südgipfel). Rob seilt Doug auf einen kleinen Felsvorsprung ab, wo dieser sofort zusammenbricht. Rob klettert mühsam hinterher und versucht, ihre Position zu sichern. Als er fertig ist, erkennt er, dass Doug tot ist. Er meldet sich über Funk am Basislager und informiert Guy über die Lage. Er will versuchen, bis zum nächsten Tag durchzuhalten. Guy teilt ihm mit, dass sie über das Satellitentelefon eine Direktverbindung mit Jan aufbauen wollen. Rob bittet darum, am nächsten Morgen Hilfe zu ihm zu schicken. Der Chor wiederholt echoartig seine Worte.
11. The phone call (Das Telefongespräch). Der Chor verkündet die Uhrzeit: 2 Uhr morgens. Robs Ende ist nahe. Nacheinander brechen die Mitglieder der Expedition auf. Sie lassen Beck, den sie bereits für tot halten, bewusstlos zurück. Die Telefonverbindung zwischen Rob und Jan dagegen funktioniert. Die beiden einigen sich auf den Namen „Sarah“ für ihr ungeborenes Kind und versichern sich ihrer Liebe.
12. The cavalry’s not coming (Die Kavallerie kommt nicht). Die Chormitglieder versammeln sich um Rob und Doug, um die beiden in ihre Gemeinschaft der Toten aufzunehmen. Jans letzte Worte erreichen Rob nicht mehr. Während ein Projektor die Namen der bisherigen Everest-Toten zeigt, zählt der Chor die unterschiedlichen Ursachen für ihr Sterben auf. Bob und Doug stimmen in ihren Gesang ein. Beck halluziniert, wie seine Tochter in der Ferne nach ihm ruft. Er erkennt, dass er alleine den Abstieg wagen muss, um sich zu retten. Es wird keine Hilfe kommen. Mit letzter Kraft erreicht er das Lager.

## Gestaltung
Die Handlung wird nicht linear erzählt, sondern setzt sich aus einzelnen Berichtsfragmenten und Rückblenden zusammen. Zusätzlich gibt es immer wieder Einwürfe des Chores in Form von Kommentaren, Fragen, Echos oder Zeitangaben. Am Ende der Oper wird deutlich, dass sich der Chor aus den Seelen der vielen Opfer des Berges zusammensetzt, die auf „einen weiteren Namen“ warten. Die Motivation der Bergsteiger bleibt dabei immer im Dunkeln. Somit vermieden es die Autoren, eine Art „Heldenepos“ zu entwickeln. Das Geschehen läuft nicht in Echtzeit ab, sondern bezieht sich auf das Empfinden der Bergsteiger.
Die Musik klingt zeitgenössisch modern, basiert aber dennoch auf traditioneller Harmonik und ist emotional gestaltet. Die orchestrale Tongewebe knüpft dabei an die Minimal Music nach John Adams an. Gleichzeitig gibt es Verweise auf Giacomo Puccini, Leonard Bernstein, Benjamin Britten oder Igor Strawinsky. Es gibt zahlreiche Klangeffekte durch das groß besetzte Schlagzeug und die hinzugezogene Elektronik, beispielsweise das Knistern des Kurzwellenempfängers, die Funkgespräche der Bergsteiger oder das Heulen des Windes. Ein Schwerpunkt liegt auf dem Rhythmus und dem Klangfarbenspektrum. Das Orchester hat insgesamt eine tragende Rolle. Der Berg selbst hat eine eigene Stimme, die vorwiegend von den tiefen Bläsern und dem Schlagwerk erzeugt wird. Talbot gewann seine Inspiration dafür von den langsamen knackenden Bewegungen von Gletschermassen über den Felsgrund. Dennoch gibt es auch Momente des Wohlklangs. Als Rob nach dem Tod Dougs verzweifelt versucht, das Basislager zu erreichen („Can anyone hear me?“), verstummt das Orchester vollständig. Der Zuhörer weiß zu diesem Zeitpunkt bereits, dass auch Rob sterben wird.
In den Gesangspartien bezieht sich Talbot durch Angaben wie „Arie“ oder „Quartett“ auf traditionelle Formen. Außerdem gibt es überraschenderweise einige Elemente von Tanzmusik, die in der Hagener Inszenierung von 2018 besonders berücksichtigt wurden. Der emotionale Höhepunkt der Oper ist das letzte Telefongespräch Robs mit seiner schwangeren Frau Jan, in dem beiden (unausgesprochen) klar ist, dass Rob nicht überleben wird. Auch hier reduziert sich die Orchesterbegleitung auf ein Minimum.

### Orchester
Die Orchesterbesetzung der Oper enthält die folgenden Instrumente:
- Holzbläser: drei Flöten (2. auch Piccolo, 3. auch Piccolo und Altflöte), drei Oboen (3. auch Englischhorn), drei B-Klarinetten (1. auch A-Klarinette, 2. auch Es-Klarinette und Bassklarinette, 3. auch Bassklarinette und Kontrabassklarinette), zwei Fagotte (2. auch Kontrafagott)
- Blechbläser: vier Hörner in F, drei Trompeten in C, zwei Tenorposaunen, Bassposaune, Tuba
- Pauken (auch große Trommel, großes hängendes Becken, China-Becken, gestimmter Gong in Fis)
- Schlagzeug (vier Spieler):
  - Vibraphon
  - Aluphon
  - Marimba
  - Röhrenglocken
  - Crotales
  - Gestimmte Gongs (eine Oktave Turandot-Gongs sowie tiefes B und Cis)
  - China-Becken
  - Sizzle-Becken
  - Ride-Becken
  - zwei hängende Becken (groß und klein)
  - Donnerblech
  - Snare Drum (vorzugsweise Piccolo-Snare)
  - Tempelblocks (hoch, mittel, tief)
  - Tamburin
  - Pūʻili-Stöcke
  - kleine Triangel
  - Eggshaker (für den Effekt einer tickenden Armbanduhr)
  - tiefer Holzblock
  - Wood birds
  - Rassel
  - Fingerzimbeln
  - Flexaton
  - zwei große Trommeln (1 mit Snare-Effekt durch an die Unterseite geklebte Kontrabass-Saiten)
  - zwei Tamtams (groß und klein)
  - Windmaschine
  - Klapper
- Soundeffekte (Samples), Klavier, Celesta (auch MIDI-Keyboard), Harfe
- Streicher: zwölf Violinen 1, zehn Violinen 2, acht Bratschen, acht Violoncelli, sechs Kontrabässe

## Werkgeschichte
Die Oper Everest des vor allem für Filmmusik bekannten englischen Komponisten Joby Talbot ist ein Auftragswerk der Dallas Opera. Talbot komponierte sie 2014. Das Libretto von Gene Sheer behandelt eine reale Begebenheit, das Unglück am Mount Everest von 1996, bei dem nach einem Wetterumschwung mehrere Bergsteiger ums Leben kamen. Es basiert auf Interviews mit Überlebenden und zeigt in zwei Handlungssträngen den langsamen Tod von Rob Hall und Doug Hansen sowie die Gefühlswelt von Beck Weathers, der – bereits geschwächt – zurückgelassen worden war und mit schweren Erfrierungen gerettet werden konnte.
Bei der Uraufführung am 30. Januar 2015 im Margot & Bill Winspear Opera House in Dallas sangen Sasha Cooke (Jan Arnold), Julia Rose Arduino (Meg Weathers), Andrew Bidlack (Rob Hall), Craig Verm (Doug Hansen), Kevin Burdette (Beck Weathers), John Boehr (Guy Cotter) und Mark McCrory (Mike Groom). Die musikalische Leitung hatte Nicole Paiement. Die Inszenierung stammte von Leonard Foglia, die Bühne von Robert Brill und die Kostüme von David C. Woolard.
Am 5. Mai 2017 gab es anlässlich der Opera America Conference 2017 eine konzertante Aufführung im Winspear Opera House unter der Leitung von Emmanuel Villaume. Im November 2017 wurde die Oper von der Lyric Opera of Kansas City im Kauffman Center for the Performing Arts gespielt.
Die europäische Erstaufführung fand am 5. Mai 2018 im Theater Hagen in einer Inszenierung von Johannes Erath unter dem Dirigat von Joseph Trafton statt. Bühne und Kostüme stammten von Kaspar Glarner. In den Hauptrollen sangen Veronika Haller (Jan Arnold), Musa Nkuna (Rob Hall), Kenneth Maltice (Doug Hansen), Morgan Moody (Beck Weathers) und Elizabeth Pilon (Meg Weathers). Statt die Bergwelt realistisch darzustellen, wurde hier der Dramaturgin Corinna Jarosch zufolge versucht, „die Halluzinationen der Bergsteiger sichtbar zu machen“. Die Handlung wurde in Anlehnung an den Roman Der Zauberberg in ein Bergsanatorium verlegt. Dort übernahm der Chor, der in der Uraufführungsproduktion noch kommentierend außerhalb der Handlung wirkte, die Rolle der Kranken und stellte die psychischen Konflikte der Hauptfiguren auch szenisch dar. Als weiterer Bezugspunkt wurde genannt, dass der Roman nur drei Monate nach dem auch in der Oper referenzierten und ebenfalls tödlichen Erstbesteigungs-Versuch von George Mallory und Andrew Irvine im Jahr 1924 erschien.